# Laboratorio de Investigación Naval de Estados Unidos
El Laboratorio de Investigación Naval de Estados Unidos, NRL (en inglés: United States Naval Research Laboratory) es un laboratorio de investigación corporativo para la Armada y el Cuerpo de Marines de Estados Unidos. 

## Historia
Se encarga de realizar investigación científica y desarrollo avanzado.  El NRL se fundó en 1923 a raíz de la investigación por parte de Thomas Edison. En la editorial del The New York Times Magazine de mayo de 1915 Edison escribió: 

The Government should maintain a great research laboratory.... In this could be developed...all the technique of military and naval progression without any vast expense. 
The New York Times Magazine de mayo de 1915

 (al español “El gobierno debería disponer de un laboratorio de investigación importante...En el que podría desarrollarse…toda la técnica de los avances militares y navales sin un desembolso desmesurado”). En 1946, con la creación de la Office of Naval Research (al español, “Oficina de Investigación Naval”), el NRL se alineó bajo la dirección del Jefe de Investigación Naval Chief of Naval Research. NRL en su estructura actual fue creada en 1992, después de que la Armada de Estados Unidos consolidara las instalaciones ya existentes de I+D para crear un único laboratorio corporativo. El presupuesto del NRL fue de 842,3 millones de dólares en 2006.

## Objetivos
La declaración de objetivos publicados del NRL incluye:
- Encargarse de un programa multidisciplinario amplio sobre la investigación científica y el desarrollo tecnológico;
- Aplicaciones marítimas de materiales nuevos y mejorados, técnicas, equipo, sistemas y tecnologías de ciencias del mar, atmosféricas, espaciales y tecnologías relacionadas.

## Labor de investigación
Los logros del NRL van desde el desarrollo de radiografías y radares de rayo gamma hasta el Large Angle and Spectrometric Coronagraph Experiment, LASCO (al español, "Experimento del Coronógrafo Espectrométrico de Gran Ángulo") y Dragon Eye, un sistema de sensores para la robótica aérea. El laboratorio propuso inicialmente un submarino nuclear en 1939, y desarrolló un radar "más allá del horizonte" a finales de los años 1950. Los detalles del GRAB 1, según el NRL el primer satélite espía fueron revelados recientemente. El laboratorio es responsable del sistema identification, friend or foe, IFF (al español, "Identificación, amigo o enemigo"). En 1985, dos científicos del laboratorio, Herbert A. Hauptman y Jerome Karle, ganaron el Premio Nobel por su contribución en el análisis de la estructura molecular. 
Algunos de los proyectos desarrollados por el laboratorio a menudo llegan a ser de uso general, por ejemplo, en ciencia de computación, cabe destacar el onion routing. El sistema Timation, desarrollado por el NRL, proveyó la base para el popular sistema de navegación GPS.
Algunas de las especialidades actuales del laboratorio incluyen física de plasma, física espacial, ciencia de materiales y electrónica militar de tácticas.

## Organización
El laboratorio dispone de cuatro directores de investigación, un director fundador y un director ejecutivo.

### Dirección ejecutiva
La dirección ejecutiva, localizada en Washington D. C., sirve de comando y centro de control del laboratorio y es dirigida por el Comandante del NRL.
Además de las funciones ejecutivas, la dirección también rige el Instituto de Nanociencia, fundado en abril de 2001 como una investigación multidisciplinaria en los campos de los materiales, la electrónica y la biología. También el Scientific Development Squadron One, VXS-1 (al español "Escuadrón Uno de Desarrollo Científico"), localizado en  Naval Air Station Patuxent River (Maryland) el cual provee instalaciones de investigación aérea al NRL es responsabilidad de la dirección ejecutiva, entre otras agencias del Gobierno de Estados Unidos.

### Dirección de Actividades de Negocio
La Business Operations Directorate (al español, "Dirección de Actividades de Negocio"), localizado en Washington D. C., provee un programa de coordinación para los programas de negocio que apoyan las direcciones científicas del NRL. Facilita contratos, coordinación financiera y experiencia en el suministro a los proyectos científicos.

### Dirección de sistemas
Esta dirección, con sede en Washington D. C. y con instalaciones en Chesapeake Beach, Tilghman Island y Naval Air Station Patuxent River, es responsable de una serie de actividades, desde la investigación básica hasta el desarrollo de ingeniería para expandir las capacidades operacionales de la Armada de los Estados Unidos. Hay cuatro divisiones de investigación: Radar, Tecnologías de la Información, Ciencias Ópticas, y Electrónica de Guerra Táctica.

### Dirección de Ciencia de Materiales y Tecnología de los Componentes
Esta dirección con sede en Washington D. C. y con instalaciones adicionales en Naval Air Station Key West y Chesapeake Beach, Maryland, lleva a cabo una serie de investigaciones sobre materiales con el objetivo de un entendimiento más profundo de los materiales para desarrollar materiales mejorados y avanzados para su uso por parte de la Armada de Estados Unidos. Hay siete divisiones de investigación: Laboratorio para la Estructura de la Materia, Química, Ciencia y Tecnología de los Materiales, Laboratorio de Física Computacional y Dinámica de Fluidos, Física del Plasma, Ciencia y Tecnología de la Electrónica y el Centro de Ciencia e Ingeniería Biomolecular. Además, la dirección también opera el National Synchrotron Light Source en el Laboratorio Nacional de Brookhaven y la plataforma de pruebas y entrenamiento del  ex-USS Shadwell en Alabama.

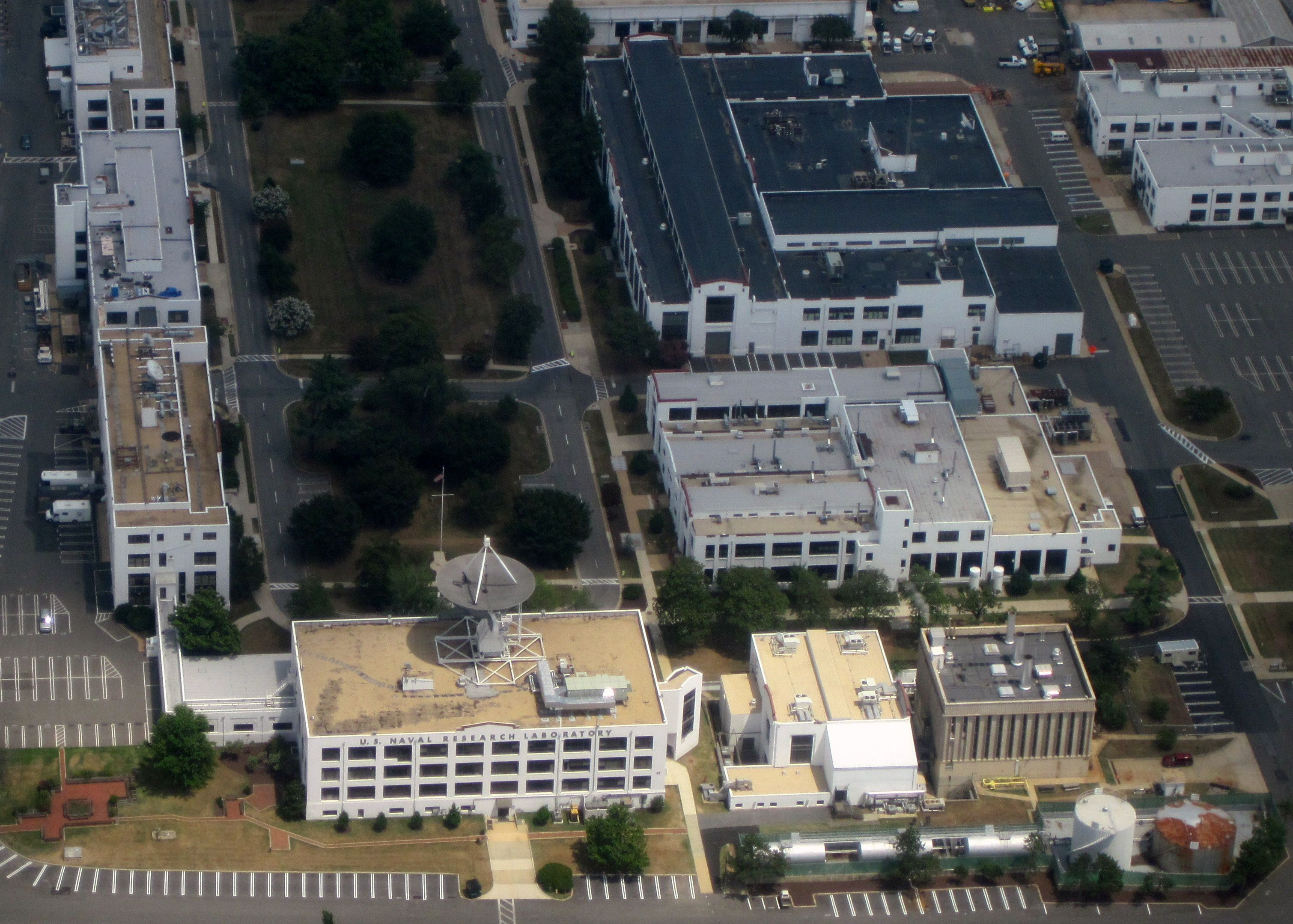
Campus del Laboratorio de Investigación Naval en 2012

### Dirección de Ciencia y Tecnología del Océano y la Atmósfera
La dirección de Ocean and Atmospheric Science and Technology (al español "Dirección de Ciencia y Tecnología del Océano y la Atmósfera") con sede en Washington D. C. y con instalaciones en Chesapeake Beach, Maryland y Monterey (California), investiga en los campos de la Acústica, Muestreo Remoto, Oceanografía, Geociencias Marinas, Meteorología Marina y ciencia especial. Cuenta con seis divisiones de investigación: Acústica, Muestreo Remoto, Oceanografía, Geociencias Marinas, Meteorología Marina y Ciencia Espacial. Además, la división de Oceanógrafa opera en el Stennis Space Center de la NASA en Misisipi, así como las instalaciones de Calibración de rayos X y ultravioleta extrema en el Laboratorio Nacional de Brookhaven en Nueva York.

### Centro Naval para Tecnología Espacial
La misión del Center for Space Technology (al español “Centro Naval para Tecnología Espacial”), con sede en Washington D. C. e instalaciones adicionales en Pomonkey (Maryland),  Blossom Point (Maryland) y el Midway Research Center, en Virginia, sirve para preservar y reforzar una importante base tecnológica espacial, y para proveer ayuda experta en el desarrollo y adquisición de sistemas espaciales para misiones navales. Cuenta con dos divisiones de investigación: Desarrollo de Sistemas Espaciales e Ingeniería de Naves Espaciales.